# Evelyne Gebhardt

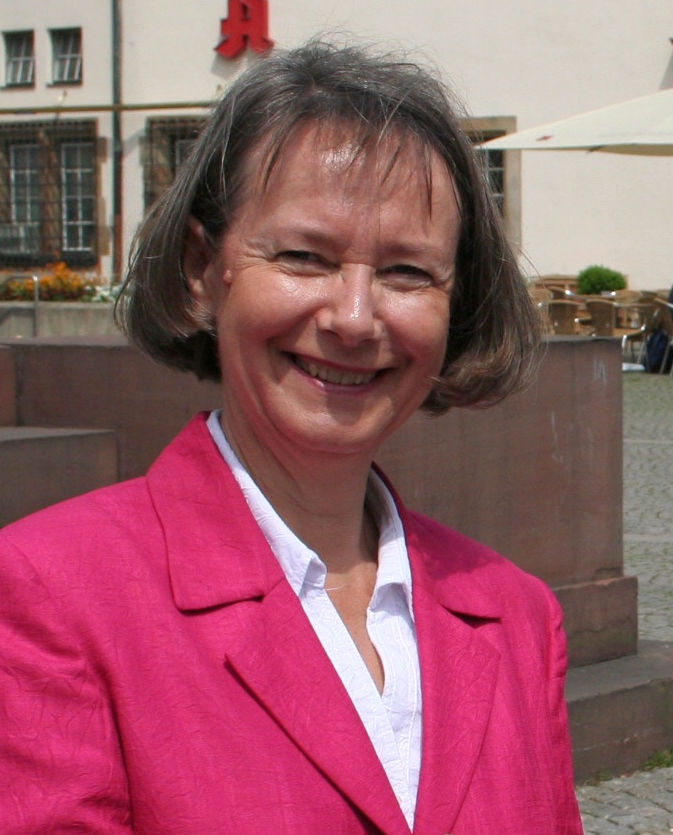
Evelyne Gebhardt (2009)

Evelyne Marie-Thérèse Gebhardt (* 19. Januar 1954 in Montreuil) ist eine deutsch-französische Politikerin (SPD). Sie war in den Jahren 1994 bis 2022 Mitglied des Europaparlaments und von 2017 bis 2019 dessen Vizepräsidentin.

## Leben
Evelyne Gebhardt wurde in Montreuil bei Paris geboren und verbrachte ihre Kindheit und Jugend in Frankreich. Ihr Abitur legte sie im Jahr 1972 am Lycée Lamartine in Paris ab. Anschließend studierte sie von 1972 bis 1977 Sprachwissenschaften mit den Nebenfächern Politikwissenschaft und Volkswirtschaftslehre an der Universität Sorbonne Nouvelle in Paris, der Universität Tübingen und der Universität Stuttgart. In Paris machte sie den Abschluss Licence ès Lettres. Im Jahr 1975 zog sie dauerhaft nach Hohenlohe in Deutschland. Ab 1977 arbeitete sie als freiberufliche Übersetzerin. Zudem hält sie Vorträge im In- und Ausland zu den Themen Gleichstellung, Bürgerrechte und Bio- und Gentechnologie. Für die Friedrich-Ebert-Stiftung machte sie Experteneinsätze in Südamerika und Afrika.
Gebhardt ist seit 1975 mit einem Deutschen verheiratet und wohnt in Schwäbisch Hall. Sie besitzt sowohl die deutsche als auch die französische Staatsbürgerschaft.

## Politischer Werdegang

### Partei
Evelyne Gebhardt zog im Jahr 1975 nach Deutschland und trat im selben Jahr in die SPD ein. Dort übernahm sie verschiedene Funktionen auf Ortsvereins- und Kreisebene. Ab 1985 gehörte sie dem Bundesvorstand der Arbeitsgemeinschaft Sozialdemokratischer Frauen (ASF) an, zunächst als Beisitzerin, sowie von 1992 bis 2016 als stellvertretende ASF-Bundesvorsitzende. Von 1989 bis 2009 war sie Mitglied des SPD-Landesvorstands von Baden-Württemberg und gehörte von 2010 bis 2011 dem Bundesvorstand der SPD an.

### Abgeordnete im Europäischen Parlament
Von 1994 bis 2022 war Gebhardt Mitglied des Europaparlaments. Für die Europawahl 2004 wurde sie vom Parteivorstand als Spitzenkandidat für Baden-Württemberg favorisiert. Bei der Listenaufstellung der SPD trat überraschend Ulrich Maurer als Gegenkandidat an. Gebhardt setzte sich in einer Abstimmung um Platz 1 gegen den ehemaligen SPD-Landesvorsitzenden mit 72,9 Prozent zu 27,1 Prozent durch. Über den sicheren Listenplatz 12 auf der Bundesliste wurde Gebhardt für die Sozialdemokraten wieder ins Europäische Parlament gewählt. 2009 trat sie für die Bundesliste der SPD auf Platz 2 an und wurde somit wieder in das Europaparlament gewählt. Auch bei den Europawahlen 2014 und 2019 wurde sie erneut ins Parlament gewählt. Ihr Wahlkreisbüro unterhielt sie in Künzelsau. Zum 1. Februar 2022 legte sie ihr Mandat nieder. Für sie rückte René Repasi ins Europaparlament nach.
Im Januar 2017 wurde sie Vizepräsidentin des Europaparlaments. Dieses Amt hatte sie bis zum Ende der Wahlperiode 2019 inne.
Schwerpunktthemen ihrer Tätigkeit waren Binnenmarktpolitik, Verbraucherschutz, Bioethik und Bürgerrechte. Gebhardt war Mitglied im Ausschuss für Binnenmarkt und Verbraucherschutz und dort von 2004 bis 2017 die Koordinatorin der sozialdemokratischen Fraktion. Als federführende Berichterstatterin des Parlaments war sie unter anderem wesentlich an der 2006 verabschiedeten sogenannten Europäischen Dienstleistungsrichtlinie beteiligt. Zudem war sie ab 2019 stellvertretende Vorsitzende der Delegation für die parlamentarischen Beziehungen zur Volksrepublik China. Als Stellvertreterin war sie im Ausschuss für bürgerliche Freiheiten, Justiz und Inneres, im Sonderausschuss gegen organisiertes Verbrechen, Korruption und Geldwäsche sowie in der Delegation für die Beziehungen zu den Ländern Südasiens tätig. Sie war Mitglied der Europa-Union Parlamentariergruppe Europäisches Parlament.

### Sonstige Mitgliedschaften und Aktivitäten
Sie ist seit 1990 Mitglied im Marie-Schlei-Verein, seit 1997 Mitglied der Akademie für Ethik in der Medizin, seit 1990 Kuratoriumsmitglied der LAG Jugendkunstschulen und seit 2000 Mitglied im Verein Gegen Vergessen - Für Demokratie.
In den Jahren 1997 bis 2007 hatte sie Leitungsfunktionen bei den Deutschen Evangelischen Kirchentagen und beim ökumenischen Kirchentag in Berlin inne.
Ab 2007 gehörte sie als eines von insgesamt 42 Mitgliedern der vom französischen Präsidenten Nicolas Sarkozy eingesetzten Attali-Kommission an, die als Beratungsgremium Vorschläge zur wirtschaftlichen Entwicklung Frankreichs erarbeiten sollte und jeweils 2008 und 2010 einen Abschlussbericht vorlegte.
Seit 2013 ist sie Landesvorsitzende der Europa-Union in Baden-Württemberg.

## Kontroversen
Evelyne Gebhardt war Teil eines im Jahr 2010 in der Sendung Explosiv – Das Magazin ausgestrahlten Beitrages über unrechtmäßigen Erhalt von Tagesgeld im EU-Parlament.

## Ehrungen
1999 erhielt Evelyne Gebhardt das Bundesverdienstkreuz am Bande. 2017 wurde ihr das Große Bundesverdienstkreuz verliehen. Im Jahr 2023 wurde sie mit dem Verdienstorden des Landes Baden-Württemberg ausgezeichnet.